# Chamoerrhipes beringei
Chamoerrhipes beringei is een keversoort uit de familie Rhipiceridae. De wetenschappelijke naam van de soort is voor het eerst geldig gepubliceerd in 1897 door Kolbe.